# Juan Pérez de Tolosa
Juan Pérez de Tolosa (Segòvia de la Corona de Castella, ca. 1490 - Santa Ana de Coro, Província de Veneçuela, agost de 1549) va ser un llicenciat espanyol originari de Segòvia que en 1546 va rebre l'encàrrec de part de l'emperador Carlos V de prendre la governació de la Província de Veneçuela i reemplaçar així l'administració dels Welser d'Augsburg.
Juan Pérez de Tolosa havia nascut cap a 1490 a Segòvia que formava part de l'Extremadura pertanyent a la Corona de Castella.
L'emperador Carlos V, per real cèdula del 12 de setembre de 1545, li va encarregar de forma interina la governació de la Província de Veneçuela que va exercir des de l'any 1546, reemplaçant a Juan de Fredes que havia estat substituït per Juan de Carvajal, i a l'administració dels Welser d'Augsburg.
En arribar a Veneçuela, en Coro presideix el judici de residència que va investigar a Juan de Carvajal per l'assassinat de l'alemany Felipe de Utre o bé Philipp von Hutten i per la qual cosa ordenés la seva execució el 16 de setembre de 1546.
Durant els anys en els quals va estar a Veneçuela, el Rei el va ratificar com a jutge de residència i aquest, el 6 d'abril de 1547, va nomenar a Juan de Villegas amb els títols de tinent de governador, capità general i alcalde major a la ciutat del Tocuyo, convertint-ho així en el cap suprem de totes les expedicions de fundació que es van dur a terme a la província.
Juan Pérez de Tolosa va morir a l'agost 1549 arran d'una intensa febre. Després de la seva mort, Villegas va passar a ocupar el seu lloc com a governador de la Província de Veneçuela, després de ser nomenat per aquell abans de morir i que després fos confirmat el seu mandat per la Real Audiència de Santo Domingo.